# 박은관
박은관(朴殷寬, 1955년 3월 21일~)은 대한민국의 기업인이다. 핸드백 및 액세서리 제조업체인 시몬느의 창립자이자 대표이사이다.